# Cancricepon choprae
Cancricepon choprae är en kräftdjursart som först beskrevs av Hugo Frederik Nierstrasz och Brender a Brandis 1925.  Cancricepon choprae ingår i släktet Cancricepon och familjen Bopyridae.
Artens utbredningsområde är Mexikanska golfen. Inga underarter finns listade i Catalogue of Life.